# Ascot Racecourse

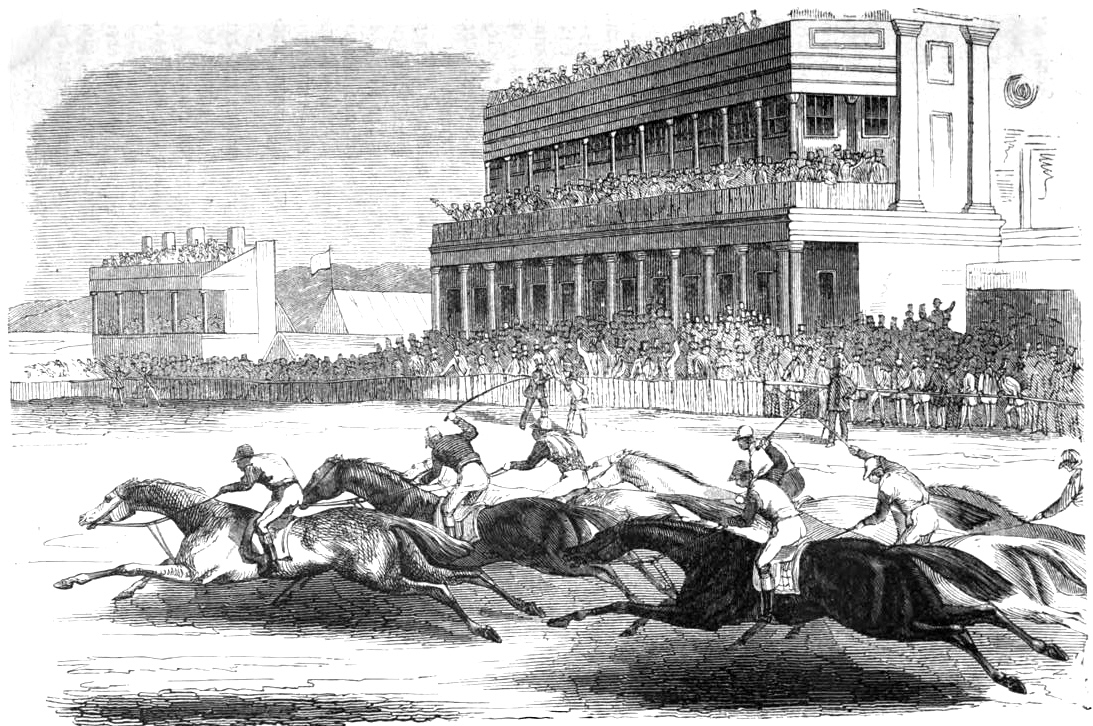
Afbeelding uit 1863

Ascot Racecourse is een renbaan in de Engelse plaats Ascot, Berkshire. De baan wordt gebruikt voor paardenraces. Het is een van de belangrijkste en grootste renbanen in Engeland. Jaarlijks worden 9 van de 31 jaarlijkse 'Groep 1'-races gehouden op Ascot, een aantal gelijk aan dat van Newmarket. De baan is sterk verbonden aan de Britse koninklijke familie. Hij ligt vlak bij Windsor Castle en wordt beheerd door het vastgoedbeheer van de koninklijke familie. 

## Historie
Ascot Racecourse werd in 1711 geopend door koningin Anne. De eerste race, "Her Majesty's Plate", met een prijs van 100 muntenguineas voor de winnaar, werd gehouden op 10 augustus 1711. Zeven paarden deden mee, allemaal met hetzelfde gewicht (76 kg). De eerste race was 6437 meter lang.

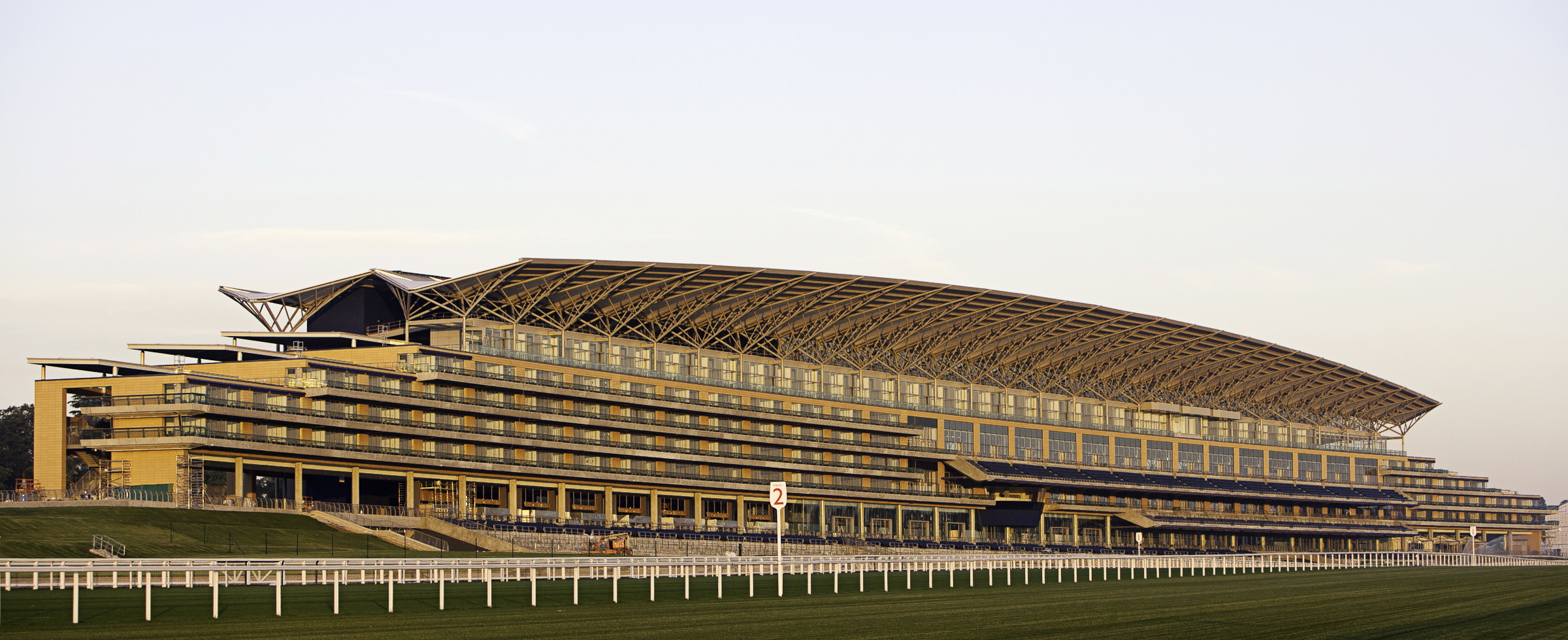
De nieuwe tribune, gebouwd in 2006

De 'Royal Meeting' die in juni wordt gehouden bestaat uit een groot aantal grote races. De Koninklijke familie is deze dagen altijd aanwezig en komt vlak voor het begin binnen in een koets terwijl het volkslied wordt gespeeld. De belangrijkste race is de Ascot Gold Cup. In juli wordt de prestigieuze King George VI & Queen Elizabeth gehouden.

## Royal Ascot

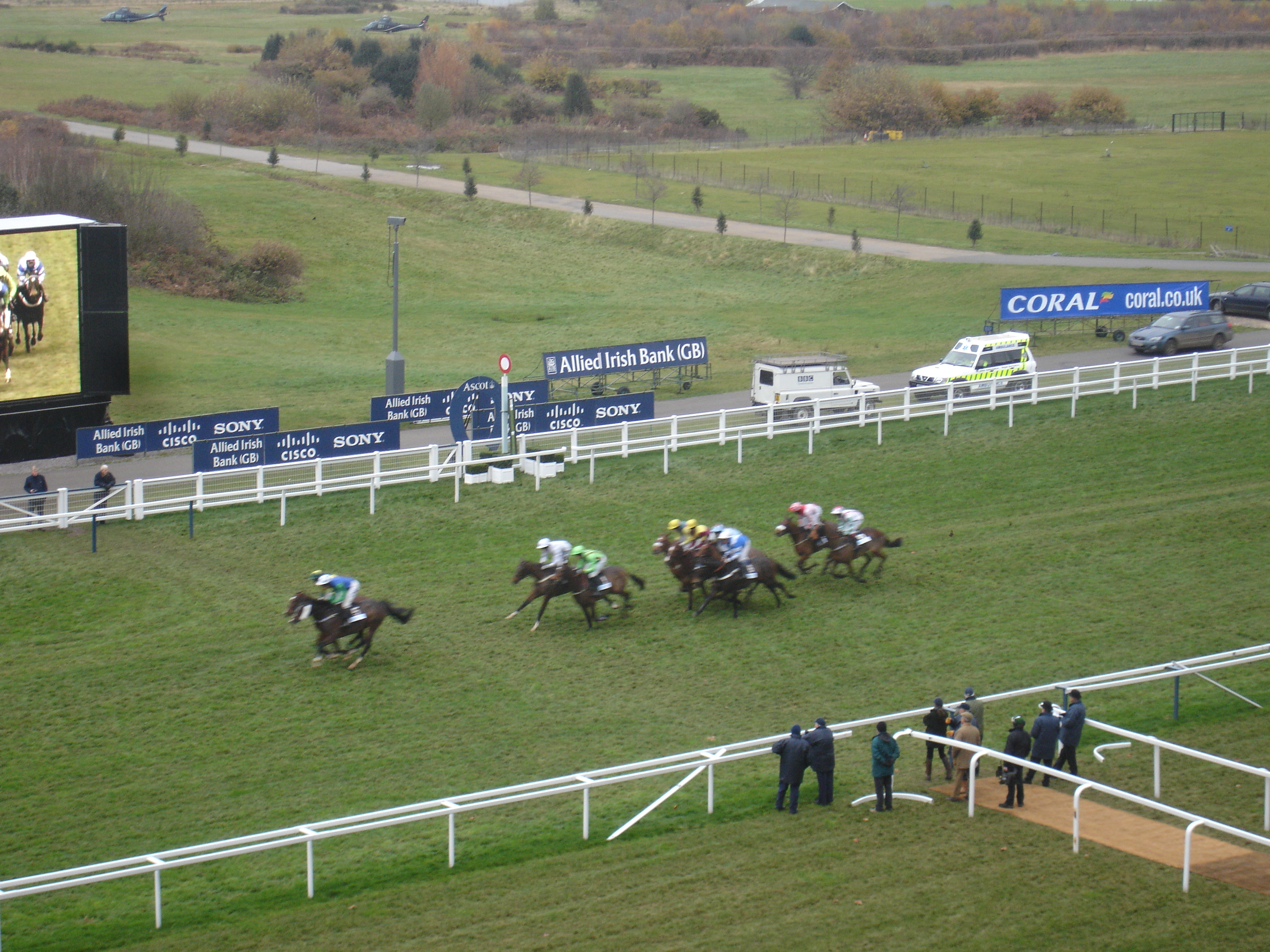
Finishfoto, Ascot Racecourse, Berkshire, England

Het hoogtepunt van het jaar is Royal Ascot. Dit evenement staat bekend als het beroemdste race-evenement ter wereld. De aandacht van de pers gaat echter meer uit naar de kleding (met name de hoeden) dan naar de races. Het is dan ook een echt society-evenement. Bepaalde gedeeltes van het terrein zijn alleen toegankelijk voor mensen die zich aan een strikte dresscode houden. Hoeden zijn verplicht, net zoals een pak voor de mannen. Vrouwen mogen geen blote schouders tonen en zijn verplicht een hoed te dragen. Net als op prinsjesdag zijn op Ascot de vreemdste en meest aparte creaties te zien. Normaliter komt men alleen in dit gedeelte (the Royal Enclosure) als men geïntroduceerd wordt door een lid. Om toegang te krijgen moet minimaal 530 pond worden neergelegd.
Meer dan 300.000 mensen bezoeken de baan in de Royal Ascot-week. Dit maakt het het best bezochte paardenrace-evenement van Europa. Veel van de bezoekers weten niets van paardenraces maar zijn er puur voor het sociale aspect en het drinken van alcoholische versnaperingen. Dit zorgt ervoor dat er een tweedeling ontstaat tussen de paardenracefans en de bezoekers die voor het sociale aspect komen.
Tijdens deze week is er een speciale Ladies Day op donderdag. Dezelfde dag wordt de Ascot Gold Cup gehouden. Het prijzengeld is meer dan £3.000.000.